# 스카포그나투스
스카포그나투스(Scaphognathus)는 중생대 쥐라기 후기에 서식한 익룡의 일종이다. 학명은 '통나무배처럼 생긴 턱'이란 의미를 갖고 있다. 화석은 영국에서 발견되었다. 긴 꼬리를 가지고 있는 것이 특징이다. 몸 길이는 약1m정도로 추정된다. 날개가 길고 얇아서 장거리 비행이 가능했을 것으로 추측된다. 주로 물고기나 작은 곤충을 잡아 먹었다.

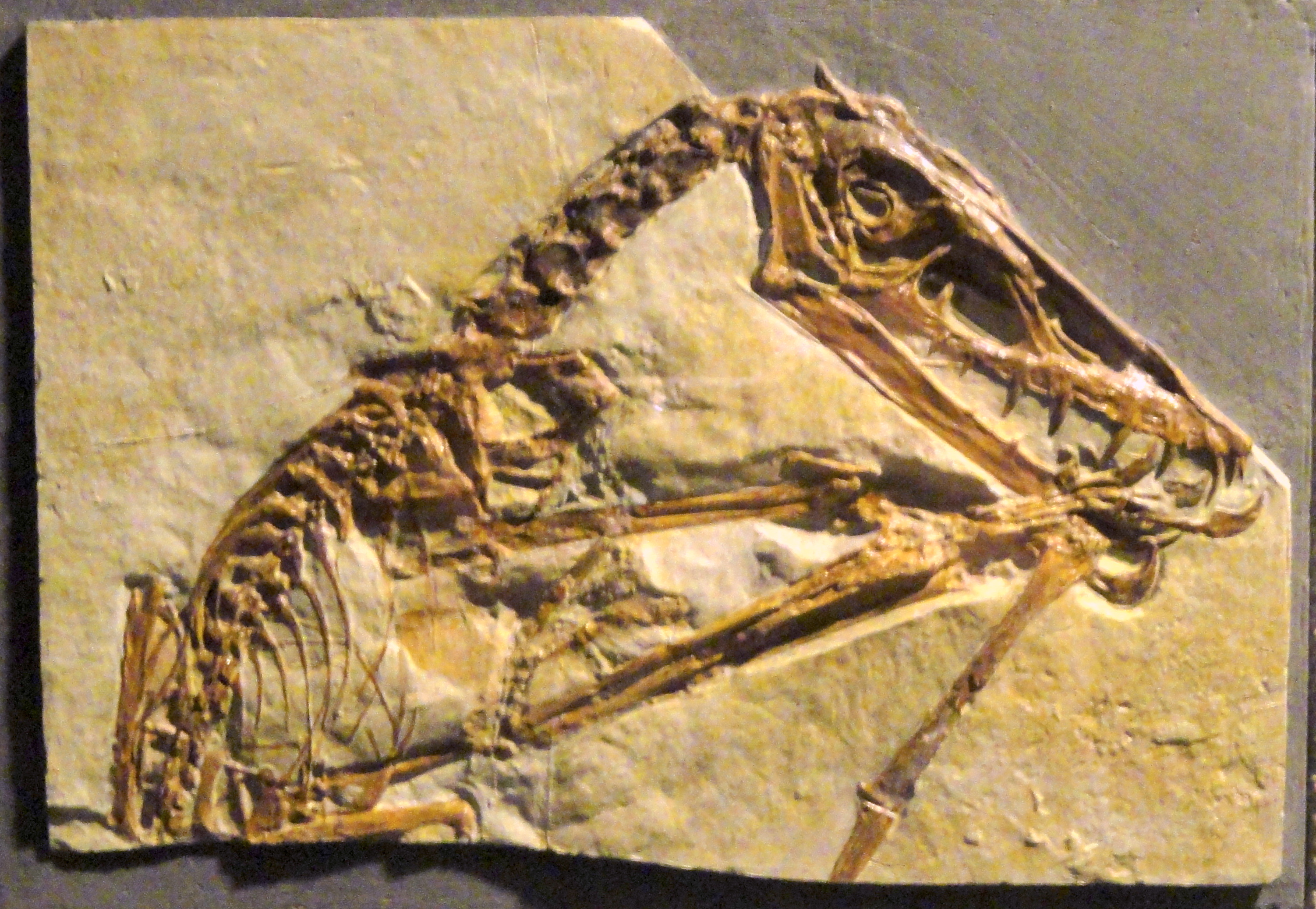